# 槇佐知子
槇 佐知子（まき さちこ、1933年 - 2023年1月17日）は、古典医学研究家、作家。日本医史学会会員。

## 人物
静岡県生まれ。本名・杉山多加子。1952年、相良高校卒、1953年、武蔵野美術大学通信制中退。1974年より、日本最古の医学全書『医心方』（丹波康頼）の研究と初の現代語訳に取り組む。瀧井孝作に師事し、その推薦で1976-78年『心』に小説を発表。その後児童読物執筆活動を行っていたが、1978年、『大同類聚方』の初の現代語訳に取り組み、独学で現代語訳を続け、1985年『全訳精解大同類聚方』を刊行し、1986年に菊池寛賞、1987年エイボン功績賞を受賞。1991年から1997年まで筑波技術短期大学講師。1993年から『医心方全訳精解』全30巻を逐次刊行し2012年完結、パピルス賞(関科学技術振興記念財団)を受賞。
2023年1月17日、老衰のため死去。89歳没。

## 著書
- 『春のわかれ』赤羽末吉絵 偕成社 1979
- 『シャエの王女』赤羽末吉絵 偕成社 1981
- 『今昔物語と医術と呪術』築地書館 1984
- 『医心方の世界 古代の健康法をたずねて』自然社 1986／人文書院 1993、新版2014
- 『日本昔話と古代医術』東京書籍 1989
- 『くすり歳時記　古医学の知恵に学ぶ』筑摩書房 1989／ちくま文庫 2000
- 『食べものは医薬 「医心方」にみる四千年の知恵』筑摩書房 1992
  - 改題『野菜の効用 『医心方』四千年の知恵から』ちくま文庫 2007
- 『病から古代を解く 『大同類聚方』探索』新泉社 1992、新版2000
- 『古代医学のこころ　『医心方』随想』日本放送出版協会 1993
- 『自然に医力あり 漢方に学ぶ』筑摩書房 1997
- 『日本の古代医術 光源氏が医者にかかるとき』文藝春秋〈文春新書〉 1999
- 『王朝医学のこころ 国宝『医心方』に学んで』四季社「ベッドサイドブックス」 2005
- 『『医心方』事始　日本最古の医学全書』藤原書店 2017

### 編訳
- 『医心方・養生篇 望月学訓読 現代語訳』出版科学総合研究所 1978
- 『日本最古の医学全書医心方にみる美容 王朝人の秘法』ポーラ文化研究所 1983（編訳）
- 『大同類聚方 全訳精解』（2巻組）平凡社 1985
- 新版『大同類聚方 全訳精解』全5巻、新泉社 1992
- 『医心方 全訳精解』筑摩書房、1993-2012　
  - 巻30（食養篇） 1993
  - 巻27（養生篇） 1993
  - 巻9（咳嗽篇） 1993
  - 巻18（外傷篇） 1994
  - 巻26（仙道篇） 1994
  - 巻24（占相篇） 1994
  - 巻8（脚病篇） 1995
  - 巻22（胎教出産篇） 1995
  - 巻29（中毒篇） 1996
  - 巻5（耳鼻咽喉眼歯篇） 1996
  - 巻4（美容篇） 1997
  - 巻23（産科治療・儀礼篇） 1998
  - 巻14（蘇生・傷寒篇） 1998
  - 巻19（服石篇 1） 1999
  - 巻7（性病・諸痔・寄生虫篇） 1999
  - 巻11（痢病篇） 2000
  - 巻12（泌尿器科篇） 2000
  - 巻6（五臓六腑気脈骨皮篇） 2001
  - 巻16（腫瘤篇） 2001
  - 巻3（風病篇） 2002
  - 巻20（服石篇 2） 2003
  - 巻28（房内篇） 2004
  - 巻21（婦人諸病篇） 2005
  - 巻25A（小児篇1） 2006
  - 巻25B（小児篇2） 2006
  - 巻17（皮膚病篇） 2007
  - 巻2A（鍼灸篇1） 2008
  - 巻2B（鍼灸篇2） 2008
  - 巻15（癰疽篇） 2009
  - 巻10（積聚・疝瘕・水腫篇）2009
  - 巻13（虚労篇）2010
  - 巻1A（医学概論篇） 2011
  - 巻1B（薬名考）　2012

## 参考
- 今週の本棚・情報:「パピルス賞」作品決まる:[リンク切れ]